# Jan Heersink
Jan Heersink (Hummelo, 1 juni 1918 – Doetinchem, 30 september 1983) was een Nederlands burgemeester. Hij trouwde op 27 november 1942 met Grada Wilhelmina (Mina) Hillen in Zelhem, en kreeg vier kinderen.
Hij begon zijn ambtelijke loopbaan als volontair bij de gemeente Steenderen en ging in 1938 als ambtenaar werken bij de gemeente Zelhem. Begin 1940 keerde hij als ambtenaar terug bij de gemeentesecretarie van Steenderen en eind 1941 werd hij benoemd tot gemeenteontvanger in Berkel en Rodenrijs. In 1945 volgde zijn benoeming tot waarnemend burgemeester van Steenderen en rond februari 1946 werd Heersink op 27-jarige leeftijd de burgemeester van Steenderen waarmee hij de jongste burgemeester van Nederland werd. In de periode van 1951 tot 1953 was hij echter met verlof in Canada waarbij H.N.C. baron van Tuyll van Serooskerken als waarnemend burgemeester van Steenderen zijn functie waarnam. Tijdens dat verlof hield hij zich als directeur van het Immigration Committee van de Reformed Church in America (RCA) bezig met helpen van Nederlanders die naar Canada wilden emigreren. In 1954 gaf hij zijn functie als burgemeester op en emigreerde met zijn vrouw en vier kinderen naar Canada. Hij was daar werkzaam bij een investeringsbedrijf en vanaf 1958 is hij ook nog enige tijd voor Nederland honorair viceconsul voor het district Hamilton (Ontario) geweest. In 1980 werd hij door Koningin Juliana benoemd tot Ridder in de Orde van Oranje Nassau. Heersink overleed in 1983 op 65-jarige leeftijd na een kortstondig lijden tijdens zijn vakantie in Nederland.
Sinds 2018 is er een expositie te zien in het Nederlands Openluchtmuseum over de emigratiegolf van Nederlanders naar Canada na de Tweede Wereldoorlog. Familieleden van Heersink komen in deze expositie aan het woord en ook staan er persoonlijke eigendommen van hem tentoongesteld.